# لي هسين لونغ
لي هسين لونغ (بالصينية: 李显龙)(من مواليد 10 فبراير 1952) يشغل منصب الوزير الأول لسنغافورة منذ عام 2024. وهو ثالث رئيس وزراء لسنغافورة، عمل سابقا أمينا عامًا لحزب الشعب السنغافوري، منذ شهر أغسطس عام 2004 شغل منصب رئيس الوزراء.
وحسب الإحصائيات فإنه يتقاضى أعلى راتب لرئيس دولة بالعالم حيث يقدر بـ 140,000 دولارًا.

## وصلات خارجية
- لي هسين لونغ على موقع أوليمبيديا (الإنجليزية)
- لي هسين لونغ على موقع IMDb (الإنجليزية)
- لي هسين لونغ على موقع الموسوعة البريطانية (الإنجليزية)
- لي هسين لونغ على موقع مونزينجر (الألمانية)
- لي هسين لونغ على موقع إن إن دي بي (الإنجليزية)
- لي هسين لونغ على موقع قاعدة بيانات الفيلم (الإنجليزية)
- لي هسين لونغ على إن إن دي بي